# Galaxian
Galaxian (Japans:  ギャラクシアン; Gyarakushian) is een videospel dat werd ontwikkeld door Namco en uitgebracht door Namco en Midway. Het spel kwam in 1979 uit als arcadespel. In 1982 maakte het zijn intrede voor de homecomputer, toen het uitkwam voor de Atari 8 bit computer en de Atari 5200. Later volgden ook andere homecomputers. De speler bevindt zich onderaan het scherm en moet aliens neerschieten. De aliens zijn ingedeeld in Drones, Emissaries, Hornets en Commanders.

## Platforms
| Jaar | Platform                                                           |
| ---- | ------------------------------------------------------------------ |
| 1979 | Arcade                                                             |
| 1982 | Atari 5200, Atari 8-bit                                            |
| 1983 | Apple II, Atari 2600, ColecoVision, Commodore 64, PC Booter, PC-88 |
| 1984 | MSX, NES, Sharp X1, VIC-20, ZX Spectrum                            |
| 1985 | FM-7                                                               |
| 2004 | Palm OS                                                            |

Het spel was ook inbegrepen bij:
- Dreamcast (Namco Museum)
- Game Boy Advance (Namco Museum Advance)
- Nintendo 64 (Namco Museum 64)
- Nintendo DS (Namco Museum DS)
- PlayStation (Namco Museum Volume 3)
- GameCube, PlayStation 2, Xbox (Namco Museum)
- PlayStation 2, Xbox, Nintendo GameCube en Microsoft Windows (Namco Museum: 50th Anniversary Arcade Collection)
- PlayStation Portable (Namco Museum Battle Collection)
- Wii (Namco Museum Remix)

## Ontvangst
| Beoordeeld door                         | Platform     | Datum           | Score |
| --------------------------------------- | ------------ | --------------- | ----- |
| The Video Game Critic                   | ColecoVision | 3 maart 2001    | 100%  |
| The Video Game Critic                   | Atari 2600   | 14 juli 2001    | 91%   |
| Atari Gamer - XL-XE Game Review Edition | Atari 8-bit  | december 2013   | 90%   |
| VideoGame                               | Atari 2600   | augustus 1991   | 80%   |
| Your Spectrum                           | ZX Spectrum  | april 1985      | 77%   |
| Game Freaks 365                         | Atari 2600   | 2002            | 71%   |
| Micro 7                                 | Commodore 64 | juni 1984       | 67%   |
| Tilt                                    | Atari 2600   | september 1983  | 50%   |
| The Video Game Critic                   | Atari 5200   | 3 mei 2008      | 25%   |
| The Atari Times                         | Atari 5200   | 5 december 2006 | 23%   |

## Trivia
- Het spel is opgenomen in het boek 1001 Video Games You Must Play Before You Die van Tony Mott.